# The Impossibles
Pour les articles homonymes, voir Impossible (homonymie).
The Impossibles (thaï : ดิ อิมพอสซิเบิ้ล) est un célèbre groupe de musique pop thaïlandaise (string) actif dans les années 1970.
Il a eu de nombreux tubes, dont O Rak Kan Nhor (Viens aimer), Nai Wa Ja Jam (Qui dit qu'on s'en souviendra ?), Chuen Rak (Amour chéri), Thalay Mai Khoey Lap (Les mers ne dorment jamais), Rak Chua Niran (Amour pour toujours), Khoy Nhong (En t'attendant), Nueng Nai Duang Jai (Seule dans mon cœur) et Penpai Mai Dai (Impossible).
Le groupe est aussi connu pour ses reprises de chansons de rock occidental. The Impossibles ont été l'un des premiers groupes thaïlandais à reprendre des chansons en anglais, et le premier à enregistrer un album en anglais à l'étranger, au cours d'une tournée en Europe.
Outre le rock et la pop, la musique du groupe s'est souvent aventurée dans le funk, le rhythm and blues, la country et la folk. Ils ont fait deux reprises de Kool and the Gang (Give it up et Love the life you live) dans leur album de 1975 Hot Pepper, entièrement en anglais. 
Ils sont également apparus dans des films thaïlandais : les films Tone de Piak Poster (1970), Fai Gam Phrae (1975), Chuen Ruk (1979) et Big Boy (2010).
Le groupe s'est séparé en 1977, mais ses membres se sont fréquemment retrouvés pour jouer ensemble au cours des années, et ils restent dans le milieu de la musique en Thaïlande.
Setha Sirichaya et d'autres membres du groupe sont apparus dans un film thaïlandais de 2006, The Possible (en), consacré à un groupe fictif de 1969 nommé « The Possible », supposé être un rival des Impossibles. Dans ce film, Setha déclare au leader des Possible que le nom de leur groupe avait été choisi en référence à la série de dessins animés Hanna-Barbera des années 1960, The Impossibles (en).

## Membres
- Setha "Toy" Sirichaya - guitare solo
- Vinai Phanturak - chant, guitare, saxophone
- Pichai Thongniem - guitare basse
- Anusorn Pathanakul - batterie
- Pracheen Songpao - claviers
- Sitthiporn Amornphan - guitare solo
- Rewat Buddhinan - chant, percussions

Setha Sirichaya est guitariste solo de The Impossible mais aussi chanteur, acteur et présentateur de TV; il est marié avec la célèbre actrice des années 1970 Aranya Namwong (elle a joué dans près de 200 films avec l'acteur Sombat Metanee) et ils ont une fille, Puttatida.